# Olivier Megaton
Olivier Megaton, pseudonimo di Olivier Fontana (Parigi, 6 agosto 1965), è un regista, sceneggiatore, writer, grafico e pittore francese di origine italiana.
Noto soprattutto per aver diretto film come Transporter 3 e Colombiana, il cineasta ha scelto lo pseudonimo Megaton poiché è nato esattamente nel giorno del ventesimo anniversario del bombardamento atomico di Hiroshima.

## Biografia[1]
Olivier Fontana nasce e cresce in una banlieue di Parigi. Appassionato di disegno e delle varie forme di espressione artistica fin da bambino, a causa della contrarietà della famiglia è impossibilitato a compiere studi in questo settore. Andando contro il volere familiare, a tredici anni diviene writer di graffiti, con la tecnica del pouchoir. In questo periodo inizia i suoi studi superiori a indirizzo psicologico.
A quindici anni, nella prima parte dell'anno 1981, rimane colpito dalle opere che il writer newyorchese Futura 2000 realizza con delle bombolette spray sulle scenografie di un concerto della band inglese The Clash, impegnata in un tour europeo. Inizia quindi a realizzare graffiti con questa tecnica, siglando le sue opere con la tag Ω T.O.N. Da solo o in collaborazione con altri noti writer, si fa un nome e inizia a realizzare anche opere su tela. Effettua inoltre performance ed esposizioni, queste ultime anche in gallerie di Tokyo, Mosca, New York e dell'Est Europa.
Nel 1989 si iscrive alla Université Paris 1 Panthéon-Sorbonne, corso di Arti plastiche ed Estetica, ma non porterà a termine gli studi.
Diviene inoltre grafico: la sua opera più nota è il logo della storica rivista francese di videogiochi Player One, realizzato nel 1990.
Dopo aver conosciuto Jean-Baptiste Mondino, che gli offre di scrivere e realizzare un cortometraggio, inizia a lavorare nel mondo dei videoclip, oltre a realizzare altri corti. È grazie a Luc Besson che riesce a realizzare il suo primo film cinematografico: Exit. In seguito Megaton lavora anche nel mondo degli spot pubblicitari e della televisione.
All'inizio del nuovo millennio, dopo vent'anni di inalazione delle esalazioni delle bombolette spray, inizia ad avere seri problemi polmonari. Dirotta così la sua abilità artistica sulla pittura.

## Filmografia

### Cinema

#### Regista

##### Cortometraggi
- Forte tête (1996)
- No happy end (1998)
- Tout morose (1998)
- Je ne veux pas être sage (1998)
- Angie (2007)

##### Lungometraggi
- Exit (2000)
- Red Siren (La sirène rouge) (2002)
- Transporter 3 (2008)
- Colombiana (2011)
- Taken - La vendetta (Taken 2) (2012)
- Taken 3 - L'ora della verità (Taken 3) (2015)
- The Last Days of American Crime (2020)

### Televisione
- I 24 volti di Billy Milligan (Monsters Inside: The 24 Faces of Billy Milligan) - docu-miniserie, 4 episodi (2021)

#### Sceneggiatore

##### Cortometraggi
- No happy end, regia di Olivier Megaton (1998)
- Tout morose, regia di Olivier Megaton (1998)
- Je ne veux pas être sage, regia di Olivier Megaton (1998)
- Angie, regia di Olivier Megaton (2007)

##### Lungometraggi
- Exit, regia di Olivier Megaton (2000)
- Red Siren (La sirène rouge), regia di Olivier Megaton (2002)

#### Montatore
- Je ne veux pas être sage, regia di Olivier Megaton - cortometraggio (1998)

#### Attore
- Valerian e la città dei mille pianeti (Valérian et la Cité des mille planètes), regia di Luc Besson (2017)

### Televisione

#### Regista
- Une danse le temps d'une chanson - Serie Tv (1997)
- Chambre n° 13 - Serie Tv, un episodio (1999)
- Histoires d'objets - Serie Tv (1999)
- Les redoutables - Serie Tv, un episodio (2000)
- Chrysalis - cortometraggio documentario (2002)
- Sable noir - Serie Tv, episodio 1x05 (2006)

#### Sceneggiatore
- Chrysalis, regia di Olivier Megaton - cortometraggio documentario (2002)
- Sable noir, regia di Olivier Megaton - serie TV, episodio 1x05 (2006)

## Riconoscimenti
- 1996 – Avignon Film Festival
  - Prix Panavision per Forte tête
- 2002 – Festival internazionale del cinema di Porto
  - Candidatura per l'International Fantasy Film Award per Exit
- 2009 – European Film Awards
  - Candidatura per il premio del pubblico al miglior film europeo per Transporter 3